# Travisia chiloensis
Travisia chiloensis är en ringmaskart som beskrevs av Kükenthal 1887. Travisia chiloensis ingår i släktet Travisia och familjen Opheliidae. Inga underarter finns listade i Catalogue of Life.